# Yoshihiko Matsuoka
Yoshihiko Matsuoka (松岡 良彦 Matsuoka Yoshihiko?), född 29 juli 1977 i Hyōgo prefektur, är en japansk före detta fotbollsspelare.
Matsuoka började sin karriär 1996 i Vissel Kobe. Han avslutade karriären 1997.